# Varnoli Moti
Warnolimoti o Varnoli Moti fou un estat tributari protegit de l'agència de Rewa Kantha a la presidència de Bombai.
Tenia uns 3 km² i el seu sobirà era vers 1881 rahtor Pithibhai. Els ingressos eren 41 lliures i el tribut era de 10 lliures pagades al Gaikwar de Baroda.